# Episodi di Grani di pepe (decima stagione)
La decima stagione della serie televisiva Grani di pepe è stata trasmessa in Germania dal 16 novembre al 21 dicembre 2013 sul canale Das Erste.
| N° | Titolo originale             | Prima TV Germania |
| -- | ---------------------------- | ----------------- |
| 1  | Obdachlos                    | 16 novembre 2013  |
| 2  | Alarm in der Schule          | 16 novembre 2013  |
| 3  | Hip-hop                      | 16 novembre 2013  |
| 4  | Im Seniorenheim              | 23 novembre 2013  |
| 5  | Großwildjagd                 | 23 novembre 2013  |
| 6  | Mutproben                    | 23 novembre 2013  |
| 7  | Das Geheimnis der Currywurst | 30 novembre 2013  |
| 8  | Der verschwundene Engel      | 30 novembre 2013  |
| 9  | Gefahr von Rechts            | 30 novembre 2013  |
| 10 | Geocaching                   | 14 dicembre 2013  |
| 11 | In die Tonne                 | 14 dicembre 2013  |
| 12 | Hauptgericht: Schlange       | 21 dicembre 2013  |
| 13 | Verseuchte Erde              | 21 dicembre 2013  |

## Obdachlos
- Scritto da: Anja Jabs
- Diretto da: Andrea Katzenberger

## Alarm in der Schule
- Scritto da: Anja Jabs
- Diretto da: Andrea Katzenberger

## Hip-hop
- Scritto da: Andrea Katzenberger
- Diretto da: Andrea Katzenberger

## Im Seniorenheim
- Scritto da: Andrea Katzenberger
- Diretto da: Franziska Hörisch

## Großwildjagd
- Scritto da: Jörg Reiter
- Diretto da: Franziska Hörisch

## Mutproben
- Scritto da: Jörg Reiter
- Diretto da: Klaus Wirbitzky

## Das Geheimnis des Currywurst
- Scritto da: Anja Jabs
- Diretto da: Klaus Wirbitzky

## Der verschwundene Engel
- Scritto da: Katja Kittendorf
- Diretto da: Klaus Wirbitzky

## Gefahr von Rechts
- Scritto da: Anja Jabs
- Diretto da: Klaus Wirbitzky

## Geocaching
- Scritto da: Jörg Reiter
- Diretto da: Andrea Katzenberger

## In die Tonne
- Scritto da: Catharina Junk
- Diretto da: Andrea Katzenberger

## Hauptgericht: Schlange
- Scritto da: Jörg Reiter
- Diretto da: Andrea Katzenberger

## Verseuchte Erde
- Scritto da: Anja Jabs
- Diretto da: Andrea Katzenberger